# ソニア・クロッパー
ソニア・クロッパー（英語: Sonya Klopfer、婚氏ダンフィールド（Dunfield）、1934年12月26日 - 2025年8月7日）は、アメリカ合衆国、ニューヨーク出身のフィギュアスケート選手（女子シングル）。
1952年オスロオリンピックアメリカ合衆国代表。1952年世界選手権銀メダリスト。
夫はピーター・ダンフィールド。2025年8月7日死去。90歳没。

## 主な戦績
| 大会/年      | 1949-50 | 1950-51 | 1951-52 |
| ------------ | ------- | ------- | ------- |
| オリンピック |         |         | 4       |
| 世界選手権   | 5       | 3       | 2       |
| 全米選手権   | 2       | 1       |         |
| 北米選手権   |         | 1       |         |